# Фолькертс, Ульрике
Ульрика Фолькертс (нем. Ulrike Folkerts, род. 14 мая 1961, Кассель) — немецкая актриса театра, кино и телевидения.

## Жизнь и творчество
Окончила среднюю школу в Касселе в 1980 году. Затем училась четыре семестра с 1982 по 1986 год в ганноверской Высшей школе информатики, музыки и театра, где изучала театральное и музыкальное искусство. В 1986 году поступает актрисой в Государственный театр Ольденбурга. В 1987 году впервые снимается в кино («Девочка с зажигалками» (Das Mädchen mit den Feuerzeugen), режиссёра Ральфа Хютнера).

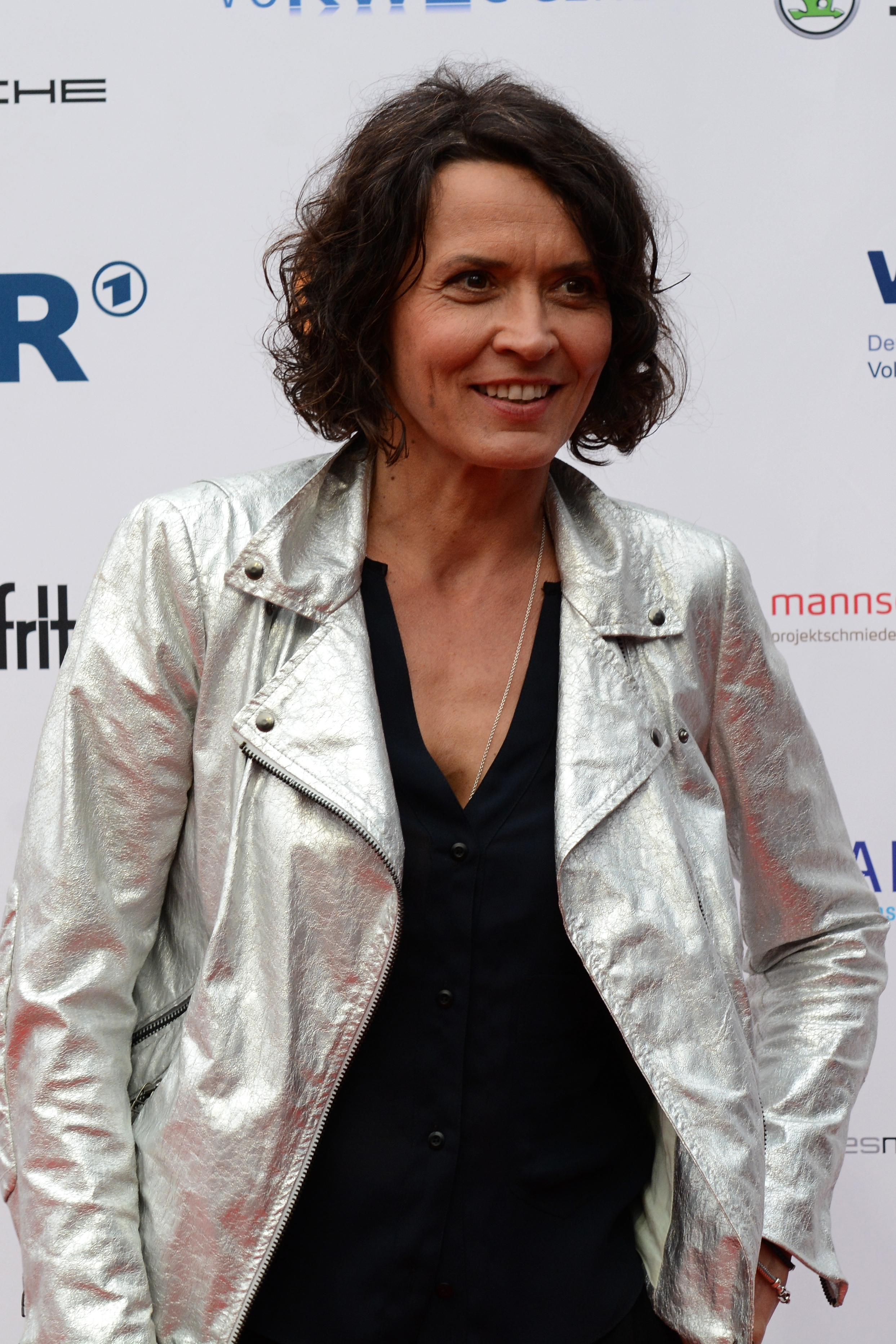
Ульрика Фолькертс на вручении премии Гримме (2014)

Широкую известность У.Фолькертс принесло исполнение роли полицейского комиссара из Людвигсхафена Лены Оденталь в детективном телевизионном сериале первого государственного канала ARD немецкого телевидения Tatort (Место преступления). В нём У.Фолькертс снимается с 1989 года, что делает её наиболее «долгоиграющим» полицейским комиссаром на германском телевидении. С 1996 года её коллегу по расследованиям играет учившийся с Фолькертс в Ганновере актёр Андреас Хоппе.
Актриса занята также и в театральных постановках, в 2005 и 2006 годах участвовала в Зальцбургском театральном фестивале. Награждена рядом премий за актёрское мастерство как в театре, так и в кино. Кавалер ордена «За заслуги перед ФРГ» (2007).
У.Фолькертс лесбиянка, живущая совместно со своей подругой, художницей Катариной Шницлер, в Берлине. В 2008 они совместно выпустили книгу Найдя счастье (Glück gefunden). Как спортсмен-любитель участвовала в чемпионате для геев «Gay Games» в 1994 году в Нью-Йорке и в «Eurogames» в 1996 году в Берлине.

## Фильмография (избранное)
- сериал Tatort

### Кинофильмы
- 1987: Das Mädchen mit den Feuerzeugen
- 1995: Nur über meine Leiche
- 1995: Der Leimann
- 2003: Mutti — Der Film
- 2013: Global Player
- 2013: Spieltrieb

### Телефильмы и сериалы
- 1989: Das Prachtexemplar
- 1991: Unter Kollegen
- 1992: Unter Kollegen
- 1992: Klinik des Grauens
- 1994: Wolffs Revier (серия 4x10)
- 1994: Der Gletscherclan
- 1994: Die Kommissarin
- 1995: Zores
- 1995: Glück auf Kredit
- 1996: Die Kommissarin (серия 2x09)
- 1996: Corinna Pabst — Fünf Kinder brauchen eine Mutter
- 1997: Wildbach (серия 4x13)
- 1997: Der Kapitän (серия 1x01)
- 1997: Doppelter Einsatz (серия 4x02)
- 1998: Die Verbrechen des Professor Capellari — Still ruht der See
- 1998: Aus heiterem Himmel (серия 4x09)
- 1999: Lukas (серия 4x12)
- 1999: Männer und andere Katastrophen
- 1999: Stahlnetz — Der Spanner
- 2000: Klinikum Berlin Mitte (серия 1x03)
- 2001: Drehkreuz Airport (9 серий)
- 2003: Polizeiruf 110 — Die Schlacht
- 2005: Die Leibwächterin
- 2007: Ich bin eine Insel
- 2008: Türkisch für Anfänger
- 2009: Die Rebellin
- 2009: Willkommen zuhause
- 2009: Liebe in anderen Umständen
- 2011: Restrisiko
- 2011: Stadtgeflüster — Sex nach Fünf
- 2014: Ein Sommer in Amsterdam
- 2014: Mordkommission Istanbul — Das Ende des Alp Atakan
- 2015: Das goldene Ufer